# 大宮聖苑

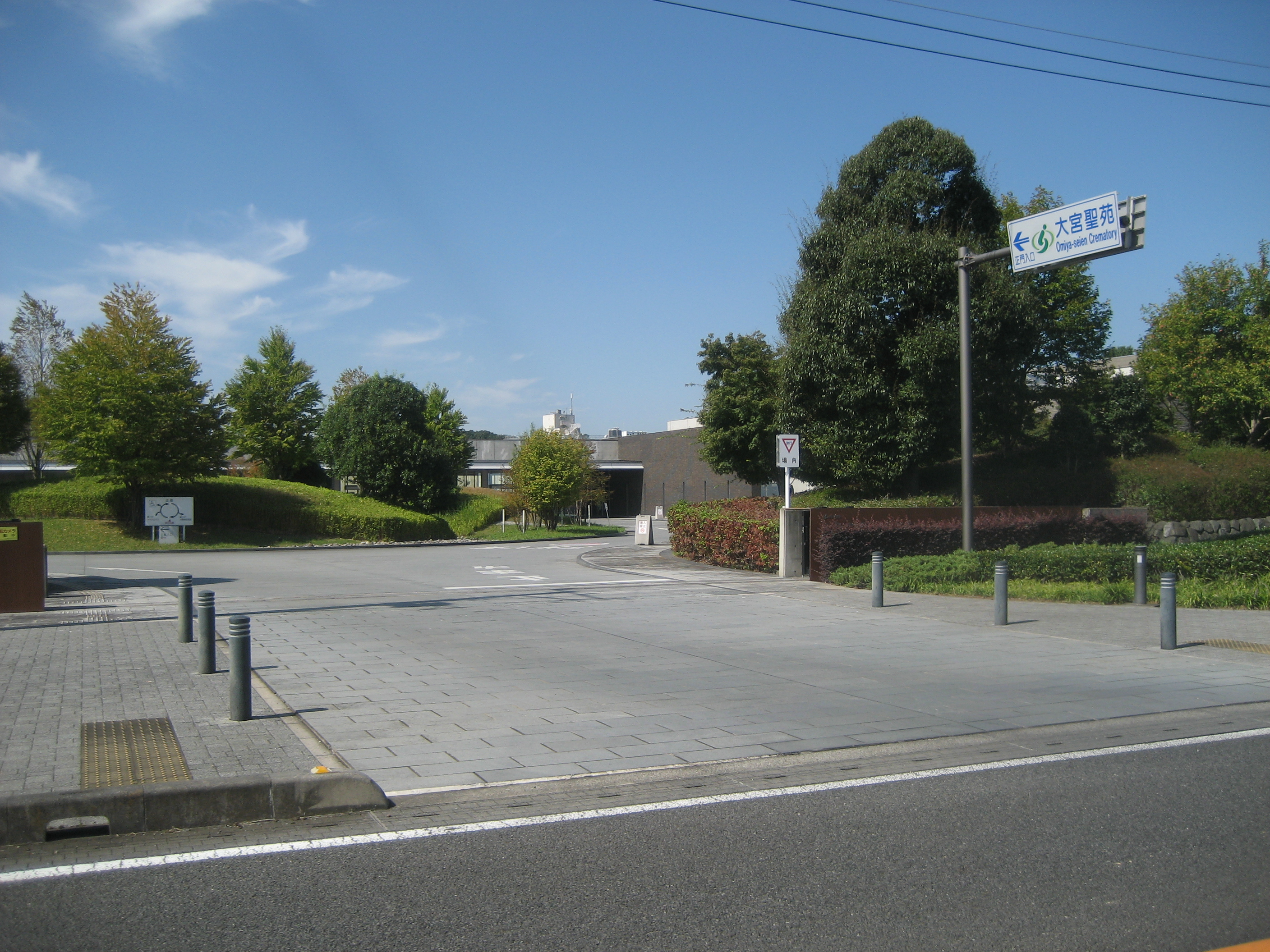
大宮聖苑

大宮聖苑（おおみやせいえん）は、埼玉県さいたま市見沼区染谷2-350-1にある火葬場である。休業日は、1月1日から1月3日と点検時であるほか、友引の日は窓口業務のみである。また、小動物が火葬できるように、動物火葬炉も設定されている。植竹町にあった大宮火葬場が移転し、開場した。

## 歴史
大宮市時代には植竹町（現在のさいたま市北区内）1-593に市営大宮火葬場があり、さいたま市成立後もさいたま市営の火葬場として運営されていた。しかし、市街地の拡大とともに移転を望む声が高まり、老朽化も相まって2001年頃から移転に着手した。
2004年5月に現在地に大宮聖苑が完成し、同年7月1日から使用が開始された。

## 火葬時間および件数
火葬は午前9時、午前10時、午前11時（市民優先枠1体）、午後0時（市民優先枠3体）、午後1時（市民優先枠3体）、午後2時（市民優先枠3体）、午後3時に各時間3体まで行われている。また小動物の火葬については、午前9時、午前11時、午後3時に行われている。

### 料金
- 12歳以上（1体） - 市民7,000円、その他56,000円
- 12歳未満（1体） - 市民3,500円、その他28,000円
- 死産児（1胎） - 市民1,500円、その他11,000円
- 改葬・身体の一部等（1kg） - 市民750円、その他6,000円

## 施設
- 火葬炉 13基（このうち1基が動物火葬炉、2基が予備用になっている）燃料：都市ガス緊急時液化石油ガス
- 待合室 10室（各室最大40名収容可、料金は1部屋1時間市民は1,850円でその他は3,700円）
- 売店 あり
- 霊安室 3基（料金は1日1体市民は350円でその他は1,060円）
- 告別室 3室
- 収骨室 3室
- 駐車場 60台（混雑するためなるべくバス等で来場することが望ましい）
- 敷地面積 41,800m2
- 延床面積 6,700m2

## アクセス

### 自家用車
1. 大宮駅東口から東（岩槻方面）へ約4km進む。
2. 東新井交差点を左折し、埼玉県道65号さいたま幸手線を約800m進む。
3. 案内標識に従い右折。

- ※混雑するため、なるべく路線バスで来場することが望ましい。

### タクシー
- 大宮駅からタクシーで25分
- 東武野田線岩槻駅からタクシーで約20分

### 路線バス
- 大宮駅東口バス停7番乗り場から、浦和美園駅、浦和学院、浦和東高校、またはさいたま東営業所行きバス乗車→染谷新道または三崎台下車徒歩5分。
- 大宮駅東口バス停7番乗り場から、染谷折返場行きバス乗車→染谷南下車すぐ